# 경호
경호(警護)는 사람의 신변이 위험하지  않게 보호하는 일이다.

## 경호의 종류

### 경호대상에 따른 경호의 종류
- 공경호 : 국가기관에서 정부요인이나 국가적 차원에서 보호해야 할 필요성이 있는 인물에 대하여 하는 경호.
- 사경호 : 계약의 체결에 의해서 계약자를 민간(주로 경호회사)이 하는 경호.

### 경호주체에 따른 경호의 종류
- 국가경호 : 경호기관, 경찰, 검찰, 교도소, 정보기관 등 국가기관에서 하는 경호.
- 민간경호 : 경호업체 등 민간이 하는 경호.

### 경호의 수준에 따른 경호의 종류
- 1급 경호 : 행정보안이 사전에 노출이 된  갑호 대상자의 공식행사의 경호.
- 2급 경호 : 갑자기 결정된 사전 경호조치가 미비한 상황하의 총리급 대상자참석 행사의 경호.
- 3급 경호 : 사전 경호 조치가 전무한 경호행사 및 장관급 대상자 참석행사

### 성격에 따른 경호의 종류
- 공식경호 : 경호원관계자들사이의 행사일정이 사전에 통보되어 계획, 준비하는 공식행사때 하는 경호.
- 비공식경호 : 경호관계자들사이의 행사일정이 사전에 통보되지 않은 상태에서 비공식행사때 하는 경호.
- 약식경호 : 일정한 형식에 의하지 않고 하는 출퇴근 등 일상 경호.

### 직접성과 간접성에 따른 경호의 종류
- 직접경호 : 근접경호와 행사장, 현장요원 및 현장에서 활동하는 모든 경호로서 실질적 활동에 배치되어하는 경호.
- 간접경호 : 사전준비(정보수집, 계획수립) 및 활동에 관련된 각종 지원에 관한 활동과 현장 활동정보수집과 행사 및 활동 후 분석 등과 사후 안전대책 수립 등을 한후에 하는 경호.

### 경호원의 노출여부에 따른 경호의 종류
- 노출경호 : 경호원들이 경호대상자를 경호한다는 사실을 알리거나 보이게 해서 하는 경호
- 위장경호 : 경호사실을 알리지 않고 경호대상자를 경호할 때 경호원으로 보이지 않게 하고 하는 경호.

### 장소에 따른 경호의 종류
- 실내경호 : 경호대상자가 실내에 있을 때 행하는 경호.
- 실외경호 : 경호대상자가 실외에 있을 때 행하는 경호.